# Weronika Baszak
Weronika Baszak (ur. 21 września 2002) – polska tenisistka, finalistka Australian Open 2020 w grze pojedynczej dziewcząt, medalistka mistrzostw Polski juniorów.

## Kariera tenisowa

### Kariera juniorska
W 2018 roku została finalistką mistrzostw Polski juniorów w konkurencji gry pojedynczej.
W 2019 roku w parze z Martyną Kubką zajęły pierwsze miejsce w grze podwójnej podczas mistrzostw Europy juniorów. W tym samym roku Baszak została mistrzynią Polski w grze pojedynczej juniorów. We French Open zanotowała pierwszą rundę singla. Na kortach Wimbledonu, po przejściu kwalifikacji, przegrała w pierwszej rundzie singla, a w deblu odpadła w drugiej rundzie.
W 2020 roku awansowała do finału rozgrywek singlowych podczas wielkoszlemowego Australian Open. W meczu mistrzowskim przegrała z Victorią Jiménez Kasintsevą wynikiem 7:5, 2:6, 2:6. W tym samym turnieju odpadła w drugiej rundzie zawodów deblowych. We French Open przegrała w pierwszej rundzie zarówno w singlu, jak i w deblu.
Najwyżej sklasyfikowana w juniorskim rankingu ITF była na 9. pozycji (16 marca 2020).

### Kariera zawodowa
W swojej karierze zdobyła dwa tytuły deblowe w rozgrywkach ITF. 17 lipca 2023 zajmowała najwyższe miejsce w rankingu singlowym WTA Tour – 692. pozycję, a 23 sierpnia 2021 osiągnęła najwyższą lokatę w deblu – 775. miejsce.

## Finały juniorskich turniejów wielkoszlemowych

### Gra pojedyncza (1)
| Końcowy wynik | Rok  | Turniej         | Nawierzchnia | Przeciwniczka               | Wynik finału  |
| Finalistka    | 2020 | Australian Open | Twarda       | Victoria Jiménez Kasintseva | 7:5, 2:6, 2:6 |